# Зверь в джунглях
«Зверь в джунглях» (фр. La Bête dans la jungle) — художественный фильм режиссёра Патрика Шиа. В основе сценария одноимённая повесть Генри Джеймса 1903 года. Главные роли исполнили Анаис Демустье, Тома Мерсье и Беатрис Далле. Мировая премьера состоялась в феврале 2023 года в секции «Панорама» 73-го Берлинского кинофестиваля.

## Сюжет
Действие фильма разворачивается на протяжении 25 лет, с 1979 по 2004 год; мужчина и женщина вместе ждут таинственного события в безымянном ночном клубе. Тем временем их жизнь проходит мимо них и они умирают.

## В ролях
- Анаис Демустье — Мэй
- Том Мерсье — Джон
- Беатрис Даль — рассказчица, физиономистка
- Мартин Вишер — Пьер
- Софи Демейер — Алиса
- Педро Кабанас — мистер Пип
- Мара Такин[фр.] — Селин
- Башир Тлили — Ясин

## Производство и премьера
В июле 2017 года стало известно, что режиссёр Патрик Шиа напишет сценарий для своего следующего фильма «Зверь в джунглях», вольной экранизации одноимённой повести 1903 года Генри Джеймса. 15 апреля 2019 года британский журнал Screen Daily сообщил, что французский актёр Гаспар Ульель подписал контракт на роль главного героя фильма вместе с люксембургской актрисой Вики Крипс в главной женской роли. Начало съёмок было запланировано на зиму 2019 года. Чих описал фильм как «историю любви» и «историю об одержимости».
24 ноября 2021 года Cineuropa сообщила, что французская актриса Анаис Демустье, израильский актёр Том Мерсье и французская актриса Беатрис Далле прошли кастинг на главные роли и что съёмки начнутся 29 ноября 2021 года в Брюсселе.
Съемки проходили в Вене и Брюсселе с 11 ноября 2021 года по 14 января 2022 года. Клуб «Мирано» в Брюсселе послужил декорацией для ночного клуба в фильме.
Первые кадры из фильма были представлены 12 января 2023 года. Тизер и первый трейлер фильма были представлены Les Films du Losange 18 февраля 2023 года.
Мировая премьера состоится в феврале 2023 года в секции «Панорама» 73-го Берлинского кинофестиваля.